# تالیسا سوتو
تالیسا سوتو (به انگلیسی: Talisa Soto) (زادهٔ ۲۷ مارس ۱۹۶۷) بازیگری آمریکایی است.

## اوایل زندگی
سوتو در بروکلین نیویورک چشم به جهان گذاشت. پدر و مادر او در سال ۱۹۵۰ از نورستمتون ماساچوست به آنجا کوچ کرده بودند. او تنهاترین فرزند خانواده خود بود.

## دوران مانکنی
سوتو در سال ۱۹۸۲ به شغل مانکنی روی آورد آن هم‌زمانی که او ۱۵ ساله بود. سپس به اروپا مهاجرت کرد و او در سال ۱۹۸۰ یکی از بهترین مانکنهای اروپا بود.

## دوران هنرپیشگی
در سال ۱۹۸۸ سوتو به آمریکا بازگشت و در همان سال در فیلم کمدی لبه بنسونهارست در نقش ایندیا بازی کرد. سپس در سال ۱۹۸۹ او در یکی از سری فیلمهای جیمز باند با نام جواز قتل، نقش لوپ لامورا را بازی کرد.
سوتو بیش از ۲۰ بازی کرده‌است و آخرین فیلمش در سال ۲۰۰۲ با نام بالیستیک در نقش رین گانست در کنار آنتونیو باندراس بازی کرد سپس در هیچ فیلم دیگری ظاهر نشد.
او در فیلم‌های ضد جاسوسی و شکارچی آفتاب نیز بازی کرده‌است.

## حضور در جلد مجلات
در سال ۱۹۹۰ مجله پیپل تالیسا سوتو را در میان ۵۰ زیبا روی جهان قرار داد؛ و در سال ۱۹۹۵ او در مجله ورزشهای مصور با لباس شنا نمایان شد. در سال ۲۰۰۲ او پنجاه و هشتمین زن داغ به انتخاب مجله فریجوز انتخاب شد.

## زندگی شخصی
تالیسا سوتو در سال ۱۹۹۷ با کاستاس مندیلور ازدواج کرد و در سال ۲۰۰۰ نیز از یکدیگر جدا شدند. او در همان سال با همبازیش در فیلم پینرو، بنیامین برت رابطه خود را آغاز کرد سپس در سال ۲۰۰۲ با یکدیگر ازدواج کردند؛ و در ۶ دسامبر همان سال سوتو دخترش را به دنیا آورد که نام او سوفیا روزالینتا برت است. در ۳ اکتبر ۲۰۰۵ نیز پسری نیز به دنیا آورد که نام آن را ماتئو براوری برت نهادند. تالیسا سوتو هم‌اکنون در لس آنجلس کالیفرنیا زندگی می‌کند.

## فیلم‌شناسی
- مورتال کامبت ۱۹۹۵